# مدیونه (الجزایر)
مدیونه (به عربی: مديونة) یک شهرداری در الجزایر است که در استان غلیزان واقع شده‌است.